# Boubakar Kouyaté
Boubakar "Kiki" Kouyaté (ur. 15 kwietnia 1997 w Bamako) – piłkarz malijski grający na pozycji środkowego obrońcy. Od 2020 jest piłkarzem klubu FC Metz.

## Kariera klubowa
Swoją karierę piłkarską Kouyaté rozpoczął w klubie EFC Médine Bamako, w którym zadebiutował w sezonie 2014/2015 zadebiutował w drugiej lidze malijskiej. W 2015 przeszedł do marokańskiego Kawkabu Marrakesz. Grał w nim przez rok.
Latem 2016 Kouyaté przeszedł do rezerw Sportingu CP. Swój debiut w nich w drugiej lidze portugalskiej w 11 września 2016 w przegranym 0:3 wyjazdowym meczu z Varzim SC. Zawodnikiem Sportingu B był do końca sezonu 2017/2018.
W styczniu 2019 Kouyaté został zawodnikiem grającego w Ligue 2, Troyes AC. Zadebiutował w nim 1 lutego 2019 w zremisowanym 1:1 wyjazdowym meczu z FC Metz. W Troyes spędził półtora roku.
25 sierpnia 2020 Kouyaté został piłkarzem FC Metz, do którego przeszedł za 3,5 miliona euro. Swój debiut w Metz zanotował 26 września 2020 w zremisowanym 0:0 wyjazdowym meczu z Olympique Marsylia.
| Sezon   | Klub              | Kraj       | Rozgrywki    | Mecze | Gole |
| ------- | ----------------- | ---------- | ------------ | ----- | ---- |
| 2014/15 | EFC Médine Bamako | Mali       | 2. liga      | ?     | ?    |
| 2015/16 | Kawkab Marrakesz  | Maroko     | GNF 1        | 18    | 2    |
| 2016/17 | Sporting CP B     | Portugalia | Segunda Liga | 33    | 0    |
| 2017/18 | Sporting CP B     | Portugalia | Segunda Liga | 12    | 0    |
| 2018/19 | Sporting CP B     | Portugalia | Segunda Liga | 0     | 0    |
| 2018/19 | Troyes AC         | Francja    | Ligue 2      | 12    | 1    |
| 2019/20 | Troyes AC         | Francja    | Ligue 2      | 18    | 5    |
| 2020/21 | FC Metz           | Francja    | Ligue 1      | 25    | 1    |

## Kariera reprezentacyjna
W reprezentacji Mali Kouyaté zadebiutował 26 marca 2019 w przegranym 1:2 towarzyskim meczu z Senegalem, rozegranym w Dakarze. W 2019 roku powołano go do kadry na Puchar Narodów Afryki 2019. Na tym turnieju wystąpił w jednym meczu, grupowym z Angolą (1:0).
W 2022 Kouyaté został powołany do kadry na Puchar Narodów Afryki 2021. Rozegrał na nim cztery mecze: grupowe z Malawi (1:0), z Senegalem (0:0) i z Zimbabwe (1:2) oraz w 1/8 finału z Gambią (0:1).